# Beinn Bhreagh
Beinn Bhreagh (/ˌbɛn ˈvɹiə/) est le nom de l'ancien domaine d'Alexander Graham Bell. Il est situé dans le Comté de Victoria en Nouvelle-Écosse (Canada). Il se réfère à une péninsule de l'île du Cap-Breton qui s'avance dans le lac Bras d'Or, à environ trois kilomètres de Baddeck.

## Histoire
Connue des Micmacs sous le nom de Megwatpatek, la péninsule est d'abord nommée en anglais Red Head, nom qu'elle tire de ses rochers de grès rougeâtres à sa pointe. Son nom de Beinn Bhreagh (signifiant Jolie montagne en gaélique écossais) aurait été donné par Bell qui en acheta 242,8 hectares vers 1888. 
Bell et son épouse Mabel découvrirent les lieux, par hasard, pendant leurs vacances en 1885, lors d'une croisière le long de la côte est de l'Amérique du Nord, à destination de Terre-Neuve, où ils devaient visiter une exploitation minière que Gardiner Greene Hubbard, père de Mabel, venait d’acheter. En effet, à la suite d'un accident, le navire qui les transportait dut s'y arrêter. Alexander et Mabel furent captivés par leur environnement. De 1888 à 1922, ils y viendront d'abord tous les étés puis s'y installeront toute l'année. 
Alexander Graham Bell y construit un laboratoire et un chantier qui serviront à la réalisation d'expériences de vols et d'hydroptères. Parmi les plus célèbres expériences, on peut citer : le premier vol contrôlé du Commonwealth par le AEA Silver Dart le 23 février 1909 ou encore le HD-4, hydroglisseur conçu par Bell et Frederick Walker Baldwin (en), construit à Beinn Bhreagh, qui bat le record du monde de vitesse sur l'eau en 1919 (114 km/h). 
Le couple Bell finit ses jours dans leur domaine de Beinn Bhreagh et ils y sont inhumés. La propriété est aujourd'hui détenue par leurs descendants et n'est pas ouverte au public. 

## Galerie

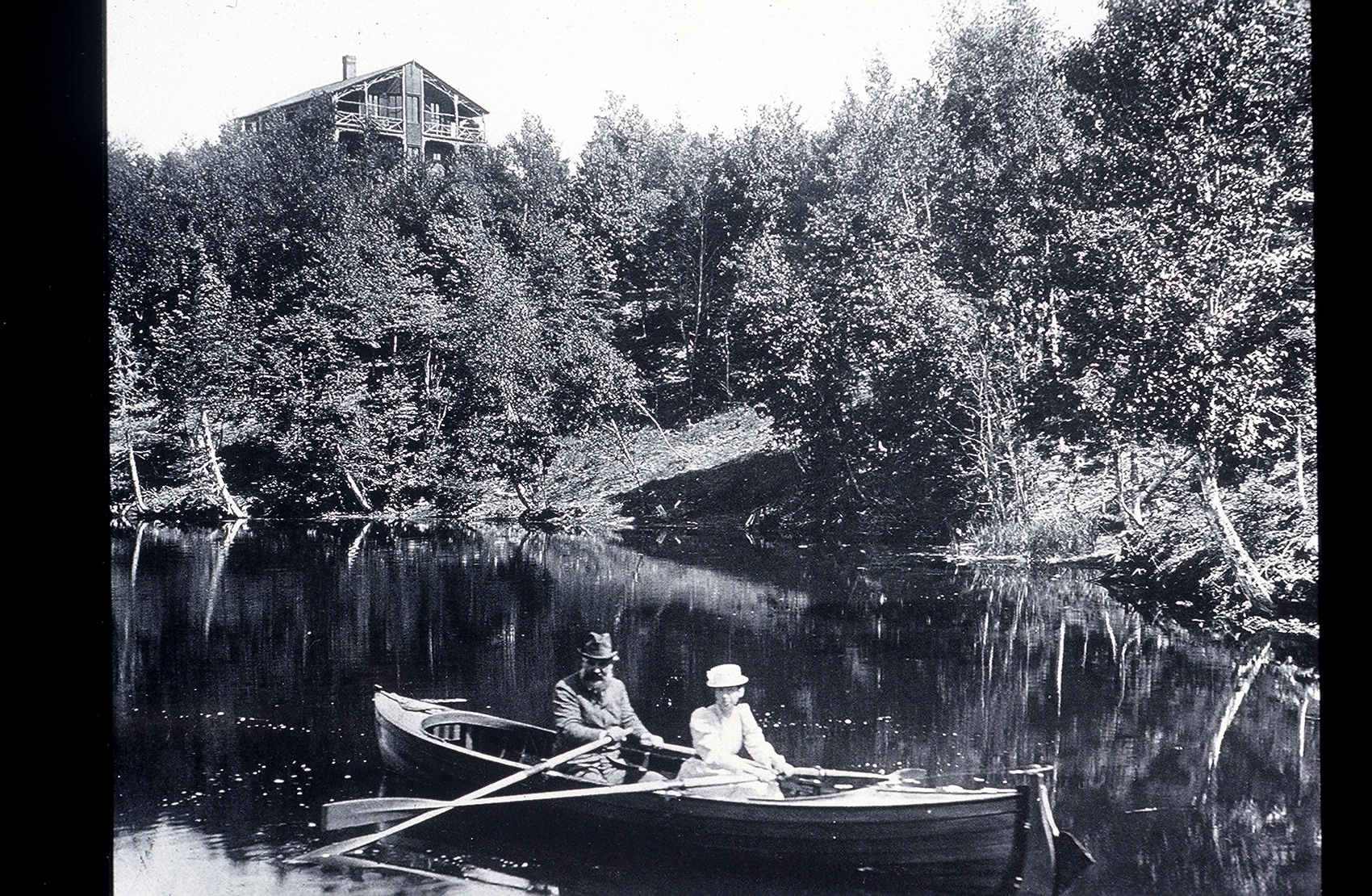
Le petit port de Beinn Bhreagh
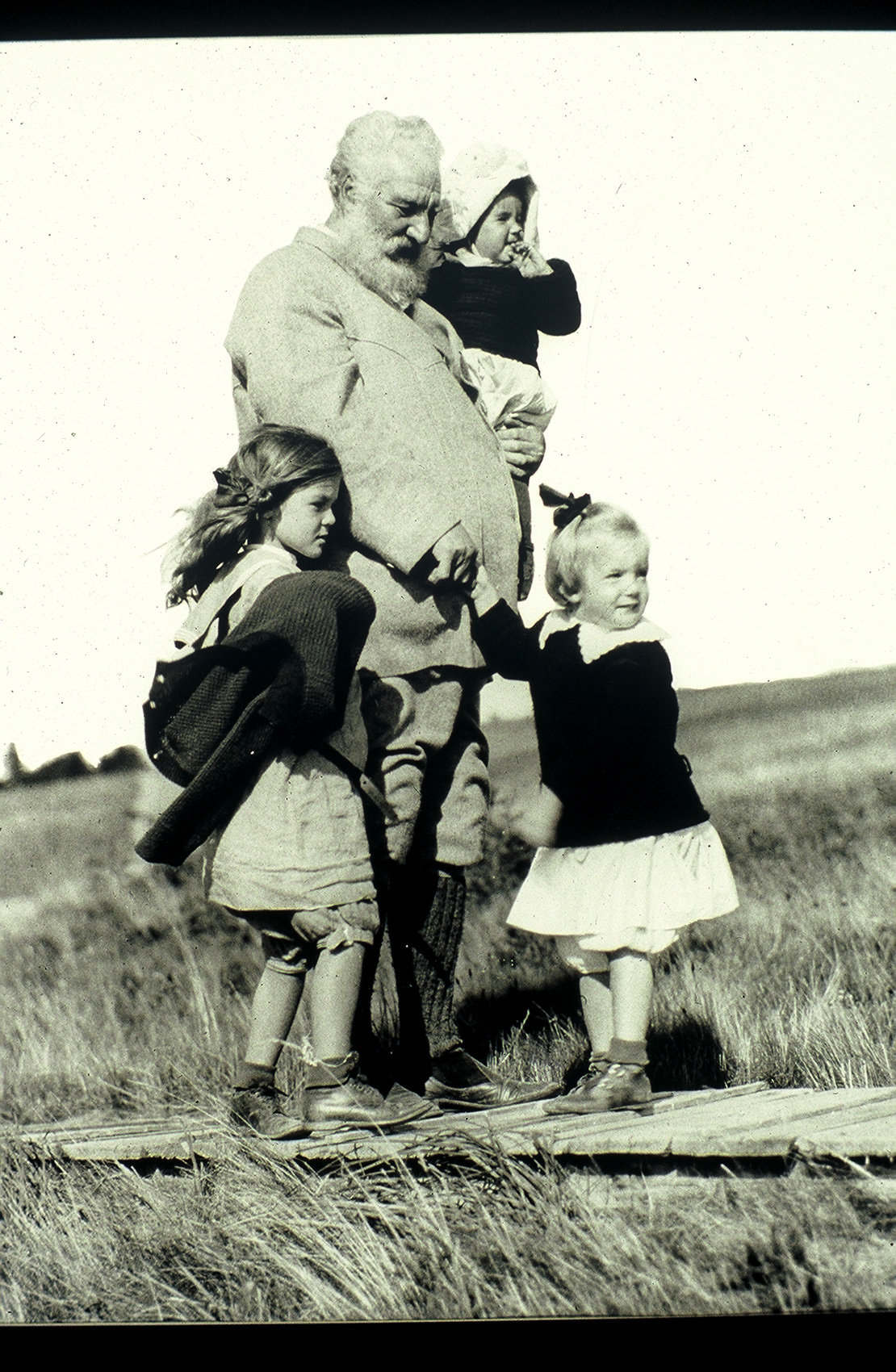
Alexander Graham Bell à Beinn Bhreagh avec trois de ses petites-filles
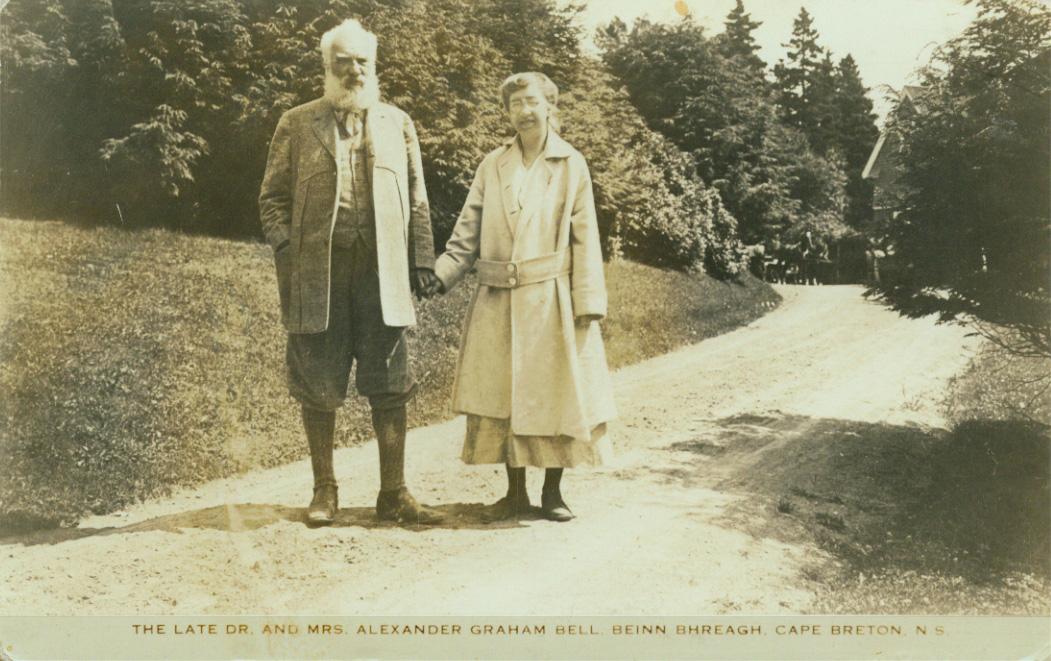
Mabel et Alexander marchant devant leur maison de Beinn Bhreagh
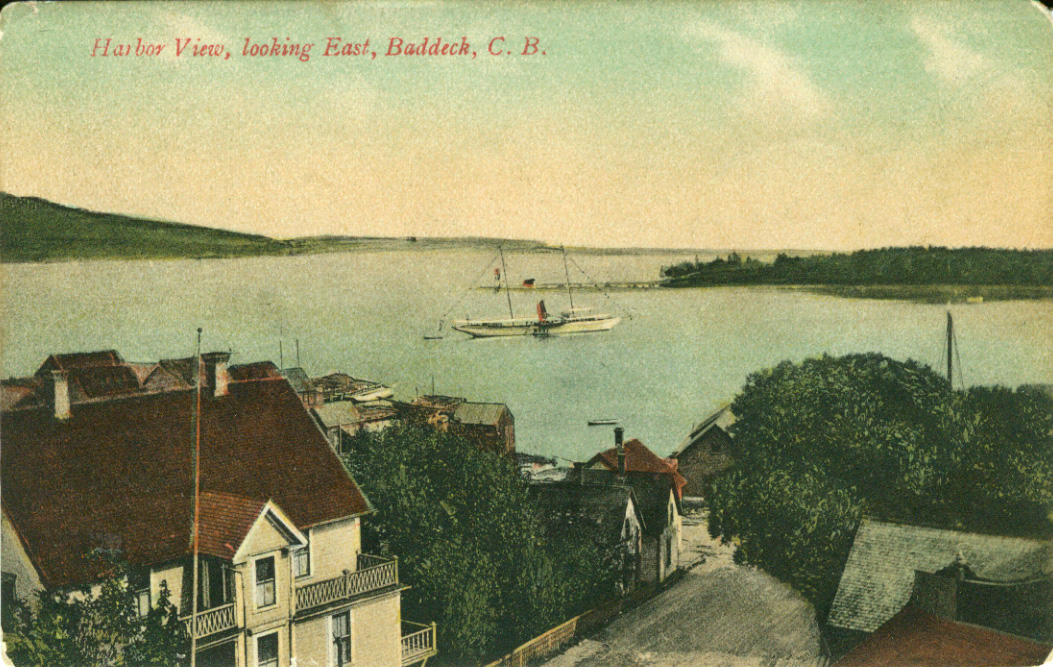
La péninsule de Beinn Bhreagh vue par la baie de Baddeck (carte postale de 1906)
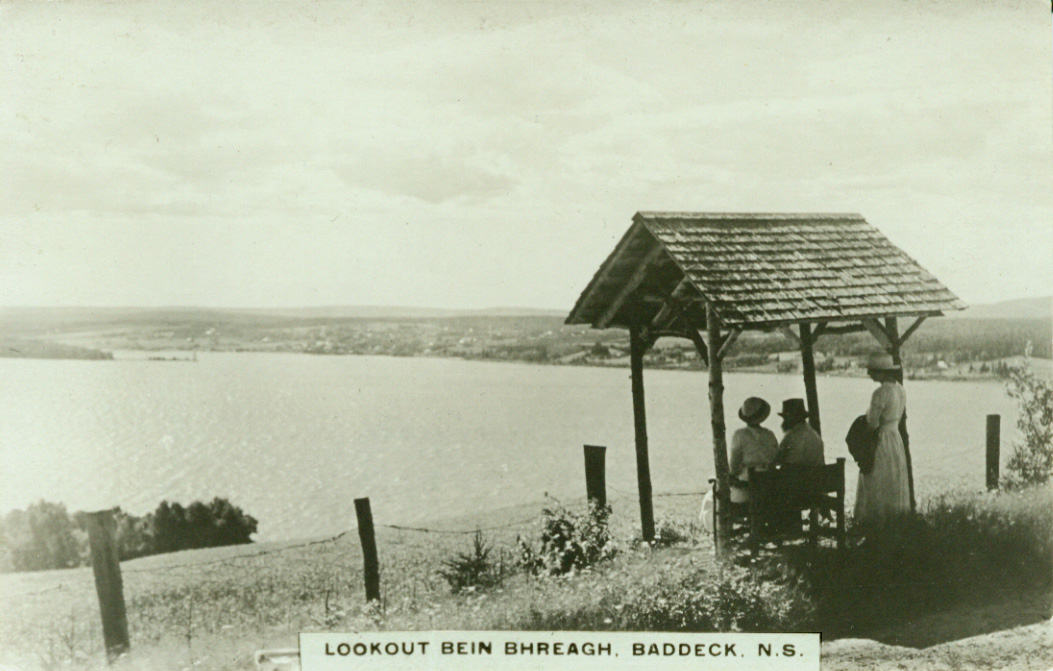
Baddeck vue de Beinn Bhreagh (carte postale des années  1920